# Bernard Chenez
Bernard Chenez, ou simplement Chenez, est un dessinateur et écrivain français né le 2 avril 1946 à Donville-les-Bains en Normandie.

## Biographie
Il passe sa jeunesse à Dreux où ses parents tiennent un magasin de vente de vêtements Grande rue Maurice Viollette. Il va à l'école Godeau, au collège Rotrou (devenu le CES Camus) et passe un CAP de chaudronnier au lycée Branly de Dreux.
À partir de 1972, il réalise des dessins de presse, illustrations, expositions, bandes dessinées, publicités, couvertures, affiches, livres, etc.
Le 7 septembre 1972, à l'occasion de la prise d'otages des Jeux olympiques de Munich, son premier dessin de presse (représentant des anneaux olympiques ensanglantés) paraît dans le journal Le Monde. Pendant plus de dix ans, il y collabore quotidiennement.
En 1983, il participe régulièrement à des émissions de télévision sur TF1, notamment à Droit de réponse, de Michel Polac, et sur Antenne 2. De 1984 à 1997, chaque semaine, il illustre l'éditorial de Jean-François Kahn dans L'Événement du jeudi. De 1985 à 1994, il effectue de nombreux séjours (8 jours à 6 mois) au Japon, à l'occasion de diverses expositions, et collabore avec différents médias japonais.
Au théâtre il collabore avec Silvia Monfort, Lucien Attoun, Guy Rétoré, Benno Besson, Coline Serreau.
En marge de son métier de dessinateur, de 1979 à 1984 il participe à des rallyes du championnat du monde (Rallye de Monte-Carlo, Tour de Corse, RAC, etc.)
En 1987, il est dessinateur éditorialiste au quotidien Le Sport avant de rejoindre L'Équipe en 1988, où il suit les principaux évènements : Jeux olympiques, Tour de France, Roland Garros, Vendée Globe.
En 1990, il collabore sur TF1 à l'émission de Roger Zabel : Va y avoir du sport, et dessine pour Zénith, de Michel Denisot, sur Canal+. En 1992, aux Jeux olympiques de Barcelone, il collabore au service des sports de Canal+.Il est en direct sur les matchs de football de la ligue1 et participe à « l'équipe du dimanche ». Durant la Coupe du monde de football de 1998, sur Canal+ il dessine en direct durant toute la compétition[réf. souhaitée].
En 2000, il quitte Canal+ pour rejoindre Charles Biétry et le service des sports sur France 2. Il y fait plus de 250 dessins  pendant les Jeux olympiques de Sydney et participe chaque dimanche à la nouvelle formule de Stade 2. Il dessine en direct sur les événements sportifs de la chaîne : Roland Garros, Tour de France, Jeux Olympiques. Il cesse sa collaboration au service des sports de France 2 en août 2005. En 2010, il collabore à L'Équipe TV qu'il quitte en mars 2014.
Il se consacre ensuite à la peinture et à l'écriture. Il cesse le dessin de presse après janvier 2015. À ce jour il a publié 29 albums de dessins, réalisé environ 25 000 dessins et écrit 3 romans. Il est  pilote d'ULM.
Il a reçu en 2005 le grand prix de l'humour vache, au Salon international du dessin de presse et d'humour de Saint-Just-le-Martel. En 2009, il reçoit le prix de l'humour des écrivains sportifs[réf. souhaitée].

## Publications
- Le Resquilleur du Louvre, Paris, Éditions Héloïse d'Ormesson, 2005  (ISBN 2 35087-003-0)[8].
- Journal sans heures, Paris, Éditions Héloïse d’Ormesson, 2012  (ISBN 978-2-35087-200-1).
- Les Mains dans les poches, Paris Éditions Heloïse d'Omesson 2018  (ISBN 978-2-35087-464-7)[9].